# Hyllisia tonkinensis
Hyllisia tonkinensis är en skalbaggsart som beskrevs av Stefan von Breuning 1948. Hyllisia tonkinensis ingår i släktet Hyllisia och familjen långhorningar. Inga underarter finns listade i Catalogue of Life.